# Tiếng Ladakh
Tiếng Ladakh, còn gọi là tiếng Bhoti hoặc tiếng Bodhi, là một ngôn ngữ Tạng được nói ở bang Ladakh của Ấn Độ. Đây là ngôn ngữ chiếm ưu thế tại huyện theo đạo Phật Leh và có thể được gọi là Purig hoặc Balti ở huyện Kargil liền kề. Mặc dù là thành viên của nhóm ngôn ngữ Tạng, tiếng Ladakh không dễ thông hiểu với tiếng Tạng tiêu chuẩn.
Tiếng Ladakh có khoảng 200.000 người nói ở Ấn Độ, và có lẽ 12.000 người nói ở Khu tự trị Tây Tạng của Trung Quốc, chủ yếu ở khu vực Khương Đường. Tiếng Ladakh có một số phương ngữ: Lehskat nói ở Leh; Shamskat được nói ở phía tây bắc của Leh; Stotskat được nói ở thung lũng sông Ấn và có thanh điệu không giống những phương ngữ khác; Nubra được nói ở phía bắc của Leh; Purig/Balti nói ở huyện Kargil. Sự khác biệt đáng kể trong các phương ngữ vẫn nằm ở thanh điệu hoặc cách nói. Các phương ngữ ở Thượng Ladakh và Zangskar vừa mang nhiều đặc điểm của tiếng Ladakh vừa mang đặc điểm của phương ngữ phương Tây tiếng Trung Tạng.

## Phân loại
Nicolas Tournadre coi Ladakh, Balti và Purgi là các ngôn ngữ riêng biệt trên cơ sở sự thông hiểu lẫn nhau (Zangskar không khác biệt lắm) tạo thành nhóm gọi là Ladakh-Balti hoặc Tạng nguyên thủy miền tây, trái ngược với các ngôn ngữ Tạng có nhiều "đổi mới" như nhóm ngôn ngữ Lahul-Spiti được nói ở Himachal Pradesh.

### Zanskar
Zangskar là một phương ngữ của Ladakh và có bốn tiểu phương ngữ là Stod, Zhung, Sham và Lungna. Nó được viết bằng chữ Tạng.

## Chữ viết
Tiếng Ladakh thường được viết bằng chữ Tạng với cách phát âm giống với chữ Tạng cổ hơn nhiều so với hầu hết các ngôn ngữ nhóm Tạng khác. Tiếng Ladakh có nhiều tiền tố, hậu tố và khởi âm mà đã trở nên "câm" (không đọc ra) trong các ngôn ngữ Tạng khác, như Amdo, Kham và Trung Tạng. Xu hướng này rõ rệt hơn ở phía tây Leh, và phía Pakistan của đường kiểm soát Ấn Độ - Pakistan, ở Baltistan. Ví dụ, một người Tạng sẽ phát âm từ sta 'rìu' là [tá], như một người Leh sẽ nói [sta]. Một người Tạng ở Trung Quốc có lẽ sẽ đọc འབྲས་ (’bras) 'cơm' là [ɳʈɛ́ʔ], người Leh sẽ đọc là [ɖas], còn người Purgi sẽ đọc là [bras].
Tiếng Ladakh khi Latinh hoá thường dùng hệ chuyển tự Wylie (trong đó, chữ ghép th biểu thị một âm răng bật hơi /tʰ/).